# Hebeloma fusisporum
Hebeloma fusisporum là một loài nấm thuộc họ Hymenogastraceae.